# Prichudlivye
Prichudlivye är en kulle i Antarktis. Den ligger i Östantarktis. Australien gör anspråk på området.
Terrängen runt Prichudlivye är kuperad åt sydost, men åt nordost är den platt. Havet är nära Prichudlivye åt nordväst. Trakten är obefolkad. Det finns inga samhällen i närheten.